# Eleutherodactylus hamiotae
Eleutherodactylus hamiotae là một loài ếch trong họ Leptodactylidae. Chúng là loài đặc hữu của Ecuador.
Môi trường sống tự nhiên của nó là các khu rừng vùng núi ẩm nhiệt đới hoặc cận nhiệt đới và vùng nhiều đá. Loài này đang bị đe dọa do mất môi trường sống.